# 명성교통
명성교통은 강원특별자치도 횡성군의 농어촌버스 회사이고 본사는 강원특별자치도 횡성군 횡성읍 문예로 109 (읍하리)에 있다. 경기도 고양시의 시내버스 회사인 명성과는 아무 관련이 없다.

## 연혁
- 1990년 2월 2일 : 명성관광으로 설립
- 2003년 5월 19일 : 강원도 평창군 평창읍 하리에 평창지점 설치와 횡성군 횡성읍 읍하리에 횡성지점 설치.
- 2004년 12월 14일 : 횡성지점 폐지.
- 2004년 12월 16일 : 본사를 강원도 원주시 중앙동에서 강원도 횡성군 횡성읍 읍하리로 이전.
- 2005년 7월 25일 : 평창지점 폐지.
- 2017년 11월 13일 : 사명을 명성관광에서 명성교통으로 변경.

## 보유 차종
NEW BS090 12대, 스카이웰의 중형 전기버스인 HU-SKY 2대, BLK 일레누스 5대 총 24대를 보유하고 있으며 하루에 17대를 운행한다.